# Moritz Karl Ernst von Prittwitz
Pour les articles homonymes, voir von Prittwitz.
Moritz Karl Ernst von Prittwitz né le 9 février 1795 à Kreisewitz et mort le 21 octobre 1885 à Berlin, est un général prussien d'infanterie et du génie.

## États de service
Prittwitz, d'abord éduqué par un précepteur, fréquenta de 1808 à 1812 le lycée de Brieg (Basse-Silésie), où il se distingua particulièrement en mathématiques et en sciences naturelles. Il sauta une classe au bout de deux ans et passa brillamment son abitur en 1812 âgé de 17 ans. Il partit étudier le droit à l'Université de Breslau, mais l'année suivante interrompit ses études pour s'enrôler dans l'armée prussienne et participer à la Campagne d'Allemagne (1813). Sur recommandation de Brandes, son professeur de mathématiques, il put obtenir son incorporation dans le corps du génie (de) avec le grade d'enseigne « Porte-épée » (12 mars 1813). Après son succès au concours d'officier à la garnison de Glatz (Haute-Silésie), le 20 août, il fut promu aspirant. Au mois de septembre 1813 on lui confiait la reconstruction d'un camp retranché à Wartha. En 1815, on l'appela si tard à rejoindre le corps d'armée chargé du siège de Givet, qu'il ne rallia son unité qu'après l'armistice ; il demeura toutefois incorporé dans cette unité.
Au cours de l'hiver 1815-1816, il faisait fonction de gouverneur militaire de Landrecies puis jusqu'à l'automne 1818 il s'occupa de cartographier la citadelle de Mézières et de ses environs. Simultanément, son professeur Brandes publiait à Breslau un article de von Prittwitz : « Des courbes rectifiables d'après leur sous-tangente » . Prittwitz fut promu successivement lieutenant (12 mai 1816), capitaine (25 août 1818), puis on le rappela en Allemagne pour travailler à la reconstruction des fortifications de Coblence, ainsi que des forts Kaiser Franz et Kaiser Alexander (1818-1824). Devenu aide de camp de l'Ingénieur en Chef des Fortifications, il rédigea entre 1824 et 1828 ses « Contributions à l'art de la défense des places, expliquées en 100 tableaux » („Die Beiträge zur angewandten Befestigungskunst, erläutert durch 100 Tafeln“). Promu directeur des fortifications à Posen en avril 1828, il épousa Domicilie von Colbe. À l'occasion de la Révolution polonaise de 1830-1831, il fit la connaissance des maréchaux von Gneisenau, du comte von Wrangel, du général von Clausewitz et d'autres officiers de l'État-Major ; il passa une grande partie de l'année 1838 à Varsovie pour assister les généraux Karl von Grolman (1777–1843) et Ernst Ludwig von Aster, membres de l'État-Major du tsar Nicolas Ier.
Promu commandant le 28 avril 1838, il remplaça au poste de directeur des fortifications de la ville d'Ulm (de) son ancien chef, le général et ministre de la guerre Gustav von Rauch. Lors des insurrections badoises de 1841, Prittwitz prit part à la bataille de Gernsbach (de) puis à l'encerclement et au bombardement de Rastatt.
Rappelé à Berlin à la fin de 1850, il prit le commandement de la 1re division du génie. C'est grâce à son expérience de bâtisseur que l'architecte berlinois Friedrich August Stüler parvint à reconstruire le château-fort des Hohenzollern près d'Hechingen (pose de la première pierre en 1850).
Prittwitz fut élu député de Berlin au printemps 1851, et il siégea au Parlement jusqu'en 1857 mais, partagé entre les devoirs militaires et le débat politique, il abandonna finalement son mandat pour se consacrer à son nouveau poste d'Inspecteur de l'École combinée d'artillerie et du génie de Berlin, obtenu le 22 mars 1853 avec la promotion au grade de général de corps d'armée. Le 22 mai 1858 il était promu général d'armée et en 1860 devint Inspecteur-Général des Fortifications. Il prit sa retraite en 1863 après avoir servi 50 ans sous les drapeaux.
Au cours des années de loisirs qui suivirent, Prittwitz, de sa résidence berlinoise, composa plusieurs ouvrages allant de la phrénologie à l'économie ménagère en passant par les « Limites de la Civilisation », et notamment son Manuel de l'Art des Fortifications et de la Guerre de Siège (Lehrbuch der Befestigungskunst und des Festungskriegs), traduit entre autres en français et en turc. Il était un membre éminent de l'association centrale pour le bien-être des classes ouvrières (de) ; à la demande du prince-héritier, Il accepta en octobre 1866 la présidence de la « Fondation Victoria des Invalides ».
Lorsqu'éclata la guerre franco-prussienne de 1870-71, il fut nommé gouverneur de la place d'Ulm à la demande expresse du roi Charles Ier de Wurtemberg.
Il est enterré le 24 octobre 1885 dans le cimetière de Hasenheide de Berlin.

## Famille
Prittwitz épouse Domicilie von Colbe (1810-1871), la fille du propriétaire terrien Ferdinand von Colbe, seigneur de Liszewo, et de Henriette Nehring, le 9 février 1830 à Schellin. Le mariage, dont le divorce est prononcé le 25 août 1848, donne naissance aux enfants suivants :
- Hans Gustav Victor (1831–1884), capitaine prussien marié en 1864 avec Charlotte Ottilie Wilhelmine Anna von Randow (1840–1929)[2]
- Ernst (de) (1833–1904), général prussien marié en 1885 avec Franziska baronne von Türckheim zu Altdorf (1855–1936)
- Elisabeth (1834–1899) mariée avec Paul von Krenski (de) (1827–1885), général prussien
- Anna Therese Wilhelmine (née en 1836)
- Walter (de) (1840–1901), général prussien marié en 1882 avec Marie von Puttkamer (né en 1855).
- Cordula Domicilia (née 1838) mariée en 1868 avec Rudolf Wilhelm Otto von Bandemer (de) (né en 1829)